# 秒刊SUNDAY
秒刊SUNDAY（びょうかんサンデー）とは、株式会社メディアーノが運営するニュースサイト。2003年に湯川晃が始め、2014年時点では有限会社たまやが、2021年時点では株式会社メディアーノが運営している。「度重なる炎上を経て存在感を高めているサイト」の代表格と評される。2024年9月30日、サービス終了した。

## 概要
当時IT企業に勤めていた湯川晃が作ったニュースサイトであり、仕事をしながら運営していた。元々は湯川自作のばかばかしいFLASH動画などを扱うサイトだったが、2006年頃にGIGAZINEを読んでおもしろいと思いニュースを扱うようになり、毎日2時間ほどかけて海外のサイトを50ほど読み、1日複数回更新するようになった。海外のネタニュースやIT系ニュース、オリジナルの実践ネタ、2ちゃんねる関連記事などを扱う。
2006年春頃に起こった「2ちゃんねるのコピペブログ騒動」という大規模な炎上騒ぎが飛び火して初めて炎上。徐々に炎上に慣れ、集客ツール、SEO対策に使えると思うようになり、炎上を利用して盛り上げるスタイルになった。無銭乗車の方法を匂わせる、炎上させて楽しむことを肯定する、ロッテリアの「おいしくなくて、全部食べなかったら代金はいただきません」というキャンペーンでハンバーガーを食べて返金を実践するレポート「新絶妙バーガーを完食しても返金可能かやってみた」などの過激なネタで何度も炎上を起こしている。古田雄介は「各炎上事件をみていくと、炎上を免れたり鎮火に向かう分岐点であえて叩かれる側に進んでいるようにもみえる」と評している。コメント欄には批判と普通に記事を楽しんでいる人が混在しているという。2010年時点でのアクセス数は200万PV/月。ねづっちはこのサイトをよく参考にしている。

## ライター一覧
- 元マクドナルド従業員たまちゃん
- マギー
- ヤベ
- SS.ナオキ
- kami
- koturi
- lety
- わらびもち
- fukuihara
- yujkawaguch
- ディスク百合おん
- ヒサカタハルカ

（2021年6月時点）